# Heilig-Geist-Kapelle (Stuhr)
Die Heilig-Geist-Kapelle in Stuhr, Ortsteil Fahrenhorst, Zum Warwer Sand 1, Ecke Warwer Straße, stammt von 1961. Als Kapelle wurde sie 2021 entwidmet.
Das Gebäude ist in der Liste der Baudenkmale in Stuhr.

## Geschichte
Das eingeschossige verklinkerte Gebäude mit einem Satteldach und dem außermittigen Westturm für die Glocke wurde 1961 gebaut.
Die Kapelle soll verkauft und zu einem Wohnhaus umgebaut werden.